# كيس طفو

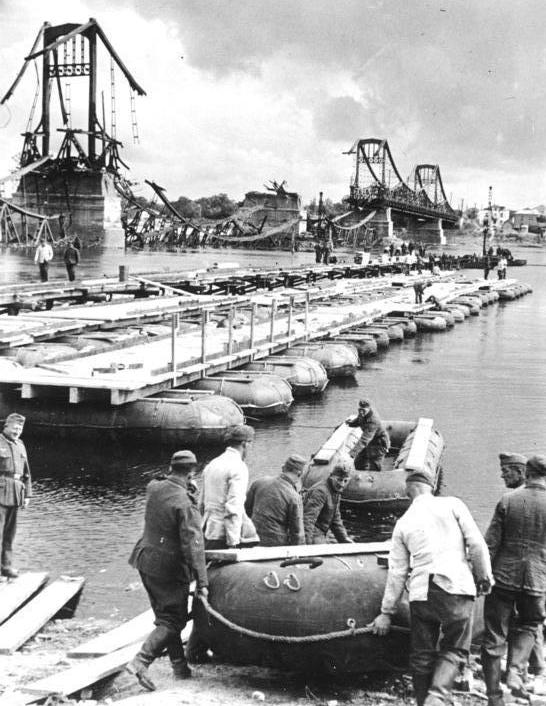

استخدم كيس الطفو  خلال الحرب العالمية الأولى وكان مكونا من كيس كبير من أقمشة أشرعة المراكب أو المطاط ومحشوا بالقش وفروع الشجر وأوراقها . وكان يستخدم في نقل الجنود عبر الأنهار .
ويعمل حشو ذلك الطوف على زيادة دفع الماء المزاغ لما له من كثافة أقل من كثافة الماء . وبحسب حجم الكيس فهو يستطيع حمل ونقل ثمانية من الرجال . ,وكان من الممكن ربط عدد من تلك الأكياس بعضها البعض على التوالى وربطها بالساحل المقابل مكونة جسرا تكون بمثابة طسر مؤقت إلى حين إنشاء جسر خشبي فوقه . ولما كان القش يمتص الماء فإن وقت استخدام كيس الطفو المصنوع من القماش كان محدودا . أما الكيس المصنوع من المطاط فكان استعماله ليس محدودا .
وقد استخدمت تلك الاكياس الطافية غالبا لنقل سلاح الفرسان . أما المدفعية فكانت تستخدم الخيم وتملؤها بالقش.

## اقرأ أيضا
- طفو
- طوف
- طوف بونتون
- غواصة
- صديري غطس